# Коммуна (Суземский район)
Коммуна — поселок в Суземском районе Брянской области в составе Суземского городского поселения.

## География
Находится в юго-восточной части Брянской области на расстоянии приблизительно 6 км на юг-юго-запад по прямой от районного центра поселка Суземка западнее разъезда Горожанка.

## История
Упоминается с 1930-х годов. На карте 1941 года был отмечен как поселок Пламя с 6 дворами. По состоянию на 2020 год опустел.

## Население
Численность населения: 1 человек (русские 100 %) в 2002 году, 2 в 2010.